# Chic (tidskrift)
Chic var en tidskrift som innehöll reportage om mode, skönhet och livsstil. Den utgavs av FAB Media, som var ett dotterbolag till Aller media. När Aller media valde att lägga ner FAB Media som eget bolag lades även Chic ned.

## Chefredaktör
Charlotta Flinkenberg 2008-2012